# 充電
充電（じゅうでん）とは、二次電池やコンデンサなどに電圧を加えてエネルギーを蓄えること。印加あるいは課電ともいう。対義語は放電である。
通電の有無を意味することもあり、国際電気標準会議のIEC61936-1では充電部（live part）を「通常の使用状態で電気が通じているところ」と定義する。充電の有無を確認する用具として検電器がある。この意味については電気保安操作を参照。

## 二次電池の充電

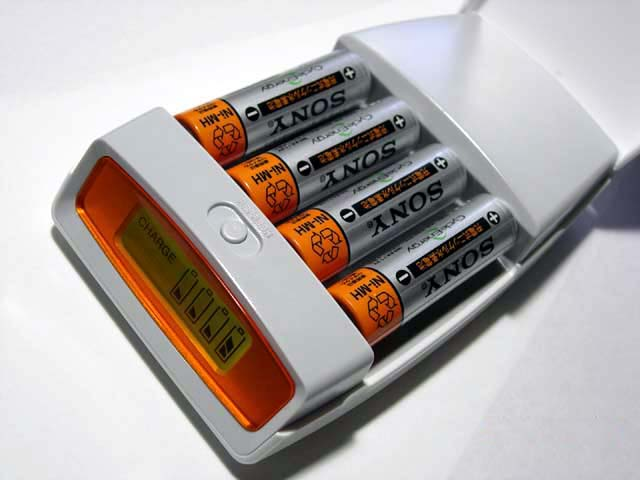
ソニーのニッケル水素蓄電池用充電器（単三型、単四型兼用）

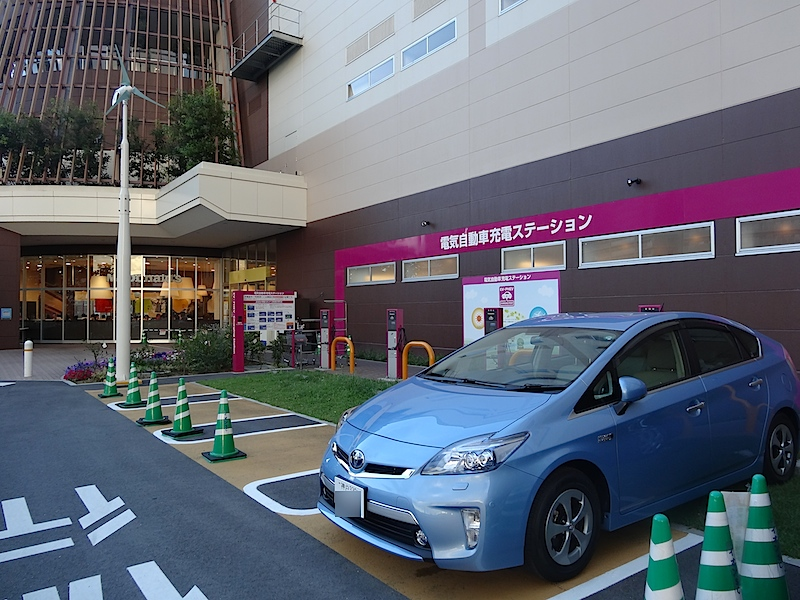
車への充電

充電は電圧を加えることで、特に二次電池では放電と逆方向に電流を流すことをいう。電池のうちマンガン電池やアルカリ電池のように一度切りしか使えない電池を「一次電池」、充電して繰り返し使うことができる電池を「二次電池（蓄電池）」という。
二次電池を充電しすぎることを過充電という。最大充電電圧を越えて充電しようとすると、電池が劣化したり破壊に至ったりする危険性もある。

### 接触充電と非接触充電
ケーブル等を使う接触充電とそれ以外の非接触充電があり、非接触充電には電磁誘導、磁界共鳴、マイクロ波などの方式がある。

### サイクル充電とスタンバイ充電
充電の方式はタイミングによってサイクル充電とスタンバイ充電に分けられる。

#### サイクル充電
サイクル充電はある程度放電してから充電するもので、残量が少ない状態では大きな電流で充電し、充電が進むとともに電流を少なくする充電法である。
- 定電圧充電 - 公称電圧の1.2-1.3倍の一定電圧で充電する方法で、始めは大きな電流で充電が進むと電流が少なくなるため効率が良い[6]。過充電は避けられるが、充電初期に電流が大きくなりすぎて劣化を招くことがある[6]。
- 定電流充電 - 一定電流で充電する方法で充電時間の予測がわかりやすくなるが、過充電のおそれがある[6]。
- 準定電流充電 - 定電流だが充電末期に電流を少なくする方法[6]。
- 定電流定電圧充電 - 充電初期から中期は定電流、充電末期は定電圧にして過充電を防ぐ方法[6]。

#### スタンバイ充電
スタンバイ充電は電池がすぐに使えるようにフル充電になるよう維持する方法である。
- トリクル充電 - 常時フル充電が維持されるよう、ごくわずかの電流で絶えず充電を続ける方法[7]。鉛蓄電池などには適するが、リチウムイオン電池などでは劣化が進行する原因となる[7]。
- 浮動充電（フロート充電） - 負荷と蓄電池を電源に並列で接続して、蓄電池の自己放電を補うための定電圧を常時掛けておき、満充電の状態を保つ。機器の使用中も充電され、フル充電になるとバイパスにより過充電を避ける[7]。
- パルス充電 - ピーク電流は充電の効率を上げるために一定値以上にするが、平均電流は放電量を補う程度にとどめる[7]。

### 発火事故
二次電池の初期不良、経年劣化などにより、しばしば電池の発火事故が発生する。
2020年代の中国では電動バイク（電動自転車）の充電中に発火する事故が続出。2020年には上海市だけでも380件を超える火災事故が起き、20人が死亡している。このため政府は屋内で電動バイクに充電することを禁止している。
また、2020年頃には、アメリカのゼネラルモータース製電気自動車、シボレー・ボルトでも充電中の事故が続発。周囲の車や建物も火災に巻き込む危険があることから夜間や屋内での充電を避けるよう周知がなされた。

## コンデンサの充電
電気を貯める容量をもつ素子をキャパシタ（広義のコンデンサ）といい、誘電体コンデンサと電気化学キャパシタに大別される。
誘電体コンデンサは、セラミックコンデンサ、フィルムコンデンサ、電解コンデンサなど誘電体を組み込んだものをいう。一方、電気化学キャパシタには明確な誘電体層はないが、二次電池と同様に正極と負極があり、電気的挙動が容量性の蓄電デバイスをいう。

## 派生した表現
静養や保養に専念する、留学や芸術活動を休止するなど、復帰に備えて本来の活動を一時的に控えることを指す慣用句として用いられる例がある。